# Daniele Franco
Daniele Franco (Trichiana, 7 giugno 1953) è un economista, banchiere e funzionario italiano.
È stato il 20º Ragioniere generale dello Stato dal 2013 al 2019, quindi direttore generale della Banca d'Italia dal 1º gennaio 2020 fino al 13 febbraio 2021, quando è stato nominato ministro dell'economia e delle finanze nel governo Draghi (2021-2022).

## Biografia
Nato il 7 giugno 1953 a Trichiana, in provincia di Belluno, oggi frazione e municipio del comune di Borgo Valbelluna ma sino al 2019 comune a sé, Franco ha compiuto gli studi superiori presso il Liceo scientifico Galilei di Belluno. Si è poi laureato in Scienze politiche all'Università degli Studi di Padova nel 1977, e successivamente ha conseguito un master in organizzazione aziendale presso la Fondazione CUOA (Centro Universitario di Organizzazione Aziendale) di Altavilla Vicentina nel 1978.
Nel 1979 consegue il master of science in Economia presso l'Università di York, in Gran Bretagna. Nello stesso anno entra in Banca d'Italia, al Servizio Studi, dove rimane fino al 1994.
Dal 1994 al 1997 è consigliere economico presso la Direzione Generale degli Affari Economici e Finanziari della Commissione europea.
Nel 1997 torna in Banca d'Italia, dove diventa direttore della Direzione Finanza Pubblica del Servizio Studi, fino al 2007.
Dal 17 maggio 2013 al 14 maggio 2019 è stato il 20º Ragioniere generale dello Stato, nominato dal Presidente del Consiglio Enrico Letta. Nel corso dell'incarico alla Ragioneria generale dello Stato si è più volte scontrato con la politica, in particolare con il Governo Renzi in occasione della legge di bilancio sulla proposta degli "80 euro".
Il 20 maggio 2019 diventa vicedirettore generale della Banca d'Italia affiancando Fabio Panetta, per poi succedergli pochi mesi dopo, con la nomina di Panetta a membro del Comitato esecutivo della Banca Centrale Europea, come direttore generale il 1º gennaio 2020, nonché come presidente dell'Istituto per la vigilanza sulle assicurazioni, su proposta del governatore della Banca d'Italia Ignazio Visco.
Il 12 febbraio 2021 viene annunciato da Mario Draghi come ministro dell'economia e delle finanze nel suo esecutivo tecnico di unità nazionale. Il giorno successivo, il 13 febbraio 2021 presta giuramento nelle mani del Presidente della Repubblica Sergio Mattarella come ministro dell'economia e delle finanze del governo Draghi, succedendo così a Roberto Gualtieri. Nominato ministro, il giorno stesso lascia l'incarico di direttore generale della Banca d'Italia, incarico a cui gli succede l’allora vicedirettore generale della Banca d'Italia Luigi Federico Signorini.
Il 26 settembre 2024 viene nominato presidente del Consiglio di amministrazione della Fondazione Policlinico Gemelli.

## Opere bibliografiche
- Revisiting the Stability and Growth Pact: Grand Design Or Internal Adjustment?, 2003
- L'espansione della spesa pubblica in Italia (1960-1990), 1993
- Fiscal Policy in Economic and Monetary Union: Theory, Evidence, and Institutions, 2005
- Stato e famiglia: obiettivi e strumenti del sostegno pubblico dei carichi familiari 1990
- La spesa per la tutela degli invalidi in Italia, 1990